# فورتشين 500
فورتشن 500 (بالإنجليزية: Fortune 500) هي قائمة سنوية تنشر من قبل مجلة فورتشن وتُعنى بتصنيف أكبر 500 شركة في الولايات المتحدة من حيث إجمالي الإيرادات. تشمل القائمة الشركات العامة والخاصة التي تكون إيراداتها معلنة للعامة. فكرة القائمة تعود إلى المحرر في المجلة إدغار سميث ونُشرت القائمة الأولى عام 1955. تعتبر القائمة أكثر شيوعًا من قوائم المجلة الأخرى مثل فورتشن 100 وفورتشن 1000.

## المنهجية
كانت فورتشن 500 الأصلية مقصورة على الشركات التي تجني إيراداتها من التصنيع والتعدين واستكشاف الطاقة. في الوقت نفسه نشرت مجلة فورتشن قوائم «فورتشن 50» لأكبر 50 بنكًا تجاريًا (مرتبة حسب الأصول) وشركات المرافقة العامة(مرتبة حسب الأصول) وشركات التأمين على الحياة (مرتبة حسب الأصول) وشركات البيع بالتجزئة (مرتبة حسب إجمالي الإيرادات) وشركات النقل (مرتبة حسب الإيرادات). غيرت مجلة فورتشن منهجيتها في عام 1994 لتشمل شركات الخدمات. مع التغيير انضم291 مشاركًا جديدًا في القائمة الشهيرة بما في ذلك ثلاثة في المراكز العشرة الأولى. هناك تأخر في إنشاء القائمة ، لذلك على سبيل المثال ، اعتمدت فورتشن 500 لعام 2019 على السنوات المالية لكل شركة تنتهي في أواخر عام 2018 (الأكثر شيوعًا في 31 ديسمبر) أو أوائل عام 2019.

## إحصائيات
اعتبارًا من عام 2020 تمثل شركات فورتشن 500 ما يقرب من ثلثي الناتج المحلي الإجمالي للولايات المتحدة بإيرادات تقارب 14.2 تريليون دولار و 1.2 تريليون دولار في الأرباح و 20.4 تريليون دولار من إجمالي القيمة السوقية. تمثل أرقام الإيرادات هذه أيضًا ما يقرب من 18٪ من إجمالي الناتج العالمي. توظف الشركات مجتمعة ما مجموعه 29.2 مليون شخص في جميع أنحاء العالم أو ما يقرب من 0.4٪ من إجمالي سكان العالم.

## 2021
| التصنيف | تأرجح | الشركة              | الشعار | المقر                   | الصناعة                 | الإيرادات (بالمليون دولار) | تأرجح (٪) | الأرباح (بالمليون دولار) | تأرجح (٪) | الأصول   | القيمة السوقية (31 آذار 2021) | الموظفون  |
| ------- | ----- | ------------------- | ------ | ----------------------- | ----------------------- | -------------------------- | --------- | ------------------------ | --------- | -------- | ----------------------------- | --------- |
| 1       | -     | وول مارت            |        | بنتونفيل، أركنساس       | تجارة التجزئة           | 559.151                    | 6.7       | 13.510                   | 9.2 -     | 252.496  | 382.642,8                     | 2.300.000 |
| 2       | -     | أمازون              |        | سياتل، واشنطن           | التجارة الإكترونية      | 386.064                    | 37,6      | 21.331                   | 84,1      | 321.195  | 1.558.069,6                   | 1.298.000 |
| 3       | 1     | أبل                 |        | كوبيرتينو، كاليفورنيا   | المجال التقني           | 274.515                    | 5,5       | 57.411                   | 3,9       | 323.888  | 2.050.665.9                   | 147.000   |
| 4       | 1     | سي في إس هيلث       |        | ونسوكت، رود آيلاند      | الرعاية الصحية          | 268.706                    | 4,6       | 7.179                    | 8,2       | 230.715  | 98.653,2                      | 256.500   |
| 5       | 2     | مجموعة يونايتد هيلث |        | مينيتونكا، مينيسوتا     | الرعاية الصحية والتأمين | 257.141                    | 6,2       | 15.403                   | 11,3      | 197.289  | 351.725                       | 330.000   |
| 6       | -     | بيركشير هاثاواي     |        | أوماها، نبراسكا         | تكتل                    | 245.510                    | 3,6 -     | 42.521                   | 47,8 -    | 873.729  | 587.823                       | 360.000   |
| 7       | 1     | ماكيسون             |        | إيرفينغ، تكساس          | الرعاية الصحية          | 231.051                    | 7,8       | 900                      | 2.547,1   | 61.247   | 31.044                        | 70.000    |
| 8       | 2     | أمريسورس بيرغين     |        | تشيستيربروك، بنسيلفانيا | تجارة الأدوية           | 189.893,9                  | 5,7       | 3.408,7 -                | 498,5 -   | 44.274,8 | 24.169,7                      | 21.500    |
| 9       | 2     | ألفابت              |        | ماونتن فيو، كاليفورنيا  | تكتل                    | 182.527                    | 12,8      | 40.269                   | 17,3      | 319.616  | 1.392.561,8                   | 135.301   |
| 10      | 7 -   | إكسون موبيل         |        | إيرفينغ، تكساس          | الطاقة والنفط والغاز    | 181.502                    | -31,5     | 22.440 -                 | 256,5 -   | 332.750  | 236.355,4                     | 72.000    |

## 2020
| التصنيف | تأرجح | الشركة              | الشعار | المقر                   | الصناعة                 | الإيرادات (بالمليون دولار) | تأرجح (٪) | الأرباح (بالمليون دولار) | تأرجح (٪) | الأصول  | القيمة السوقية (31 آذار 2020) | الموظفون  |
| ------- | ----- | ------------------- | ------ | ----------------------- | ----------------------- | -------------------------- | --------- | ------------------------ | --------- | ------- | ----------------------------- | --------- |
| 1       | -     | وول مارت            |        | بنتونفيل، أركنساس       | تجارة التجزئة           | 523.964                    | 1,9       | 14.881                   | 123,1     | 236.495 | 321.803,3                     | 2.200.000 |
| 2       | 3     | أمازون              |        | سياتل، واشنطن           | التجارة الإكترونية      | 280.522                    | 20,5      | 11.588                   | 15        | 225.248 | 970.680,1                     | 798.000   |
| 3       | 1 -   | إكسون موبيل         |        | إيرفينغ، تكساس          | الطاقة والنفط والغاز    | 264.938                    | 8,7 -     | 14.340                   | 31,2 -    | 362.597 | 160.696,3                     | 74.900    |
| 4       | 1 -   | أبل                 |        | كوبيرتينو، كاليفورنيا   | المجال التقني           | 260.174                    | 2 -       | 55.256                   | 7,2 -     | 338.516 | 1.112.640,8                   | 137.000   |
| 5       | 3     | سي في إس هيلث       |        | ونسوكت، رود آيلاند      | الرعاية الصحية          | 256.776                    | 32        | 6.634                    | -         | 222.449 | 77.375,8                      | 290.000   |
| 6       | 2 -   | بيركشير هاثاواي     |        | أوماها، نبراسكا         | تكتل                    | 254.616                    | 2,7       | 81.417                   | 1924,8    | 817.729 | 442.897,1                     | 391,500   |
| 7       | 1 -   | مجموعة يونايتد هيلث |        | مينيتونكا، مينيسوتا     | الرعاية الصحية والتأمين | 242.155                    | 7         | 13.839                   | 15,5      | 173.889 | 236.555,2                     | 325.000   |
| 8       | 1 -   | ماكيسون             |        | إيرفينغ، تكساس          | الرعاية الصحية          | 214.319                    | 2,9       | 34                       | 49,3 -    | 59,672  | 21.845                        | 70.000    |
| 9       | -     | إيه تي & تي         |        | دالاس، تكساس            | الاتصالات               | 181.193                    | 6,1       | 13.903                   | 28,2 -    | 551.669 | 209.387,5                     | 247.800   |
| 10      | -     | أمريسورس بيرغين     |        | تشيستيربروك، بنسيلفانيا | تجارة الأدوية           | 179.589,1                  | 6,9       | 855,4                    | 48,4 -    | 39.172  | 18.221,4                      | 21.500    |

## روابط خارجية
- الموقع الرسمي
- القائمة الكاملة لشركات فورتشن 500: 1955–2005، 2006، 2007، 2008، 2009، 2010، 2011، 2012، 2013، 2014، 2015، 2016، 2017، 2018، 2019، 2020، 2021